# Tự hào

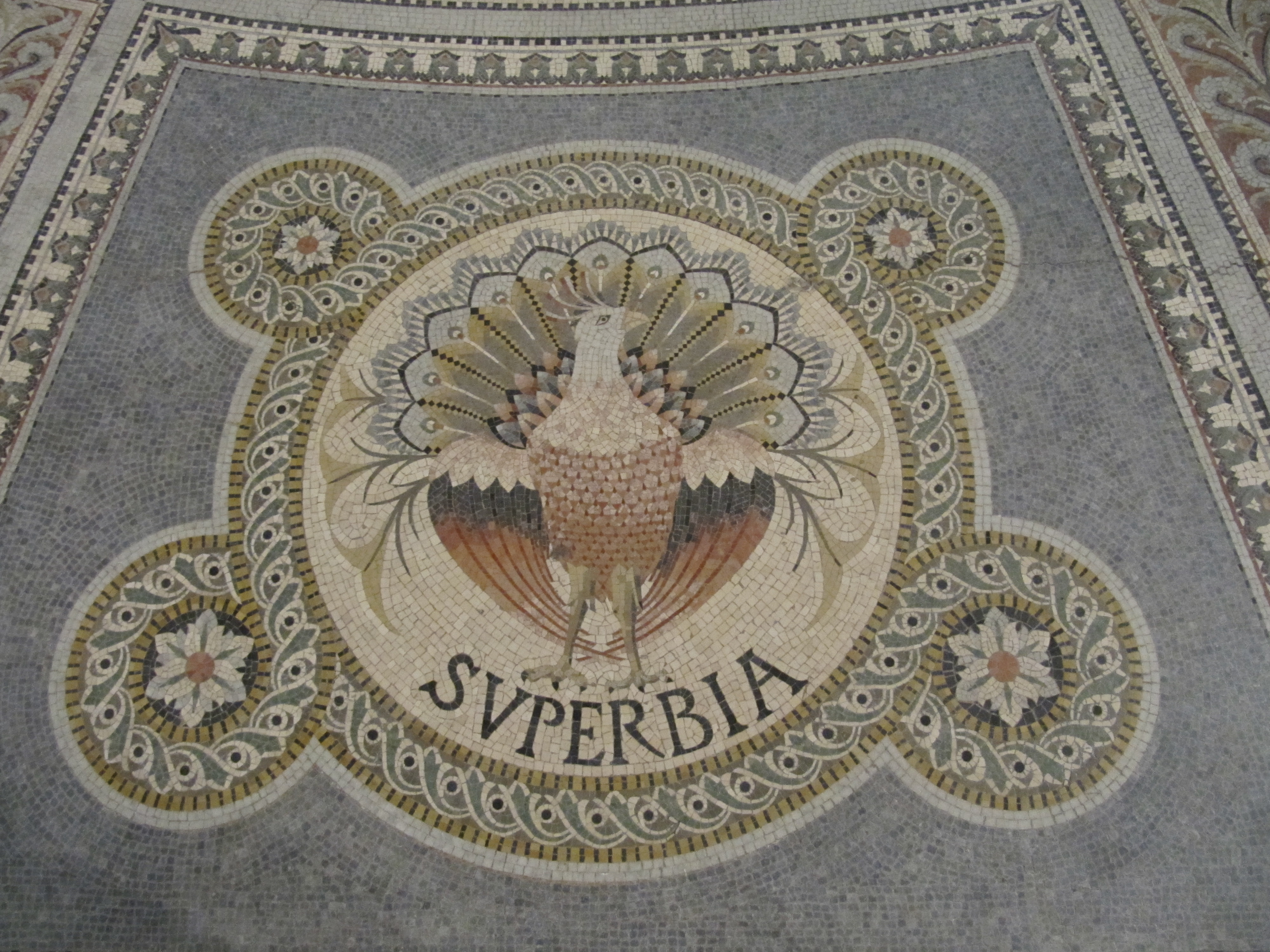
Superbia: từ Latin cho tự hào

Tự hào là một cảm xúc hướng nội với hai ý nghĩa khác nhau tùy theo bối cảnh. Với một ý nghĩa xấu tự đắc nói đến một cảm xúc ngớ ngẩn, thiếu lý trí về giá trị, địa vị xã hội hoặc những thành tựu của bản thân. Với nghĩa tốt, tự hào đề cập tới một ý thức khiêm nhường và cảm giác thỏa mãn với sự lựa chọn và hành động của bản thân, hành động và lựa chọn của người khác hoặc đối với một nhóm xã hội, và là một sản phẩm của sự khen ngợi, tự suy ngẫm về bản thân, và một cảm giác hạnh phúc của sự bao hàm/thuộc về.
Trong Do thái giáo, tự đắc được coi là gốc rễ của mọi điều ác. Trong Kitô giáo, tự đắc được coi là tội trọng lớn nhất của bảy mối tội đầu, cha đẻ của mọi tội lỗi.
Các triết gia và các nhà tâm lý học xã hội đã cho rằng tự hào là một cảm xúc phức tạp thứ cấp. Nó đòi hỏi sự phát triển của một cảm giác về bản thân và sự thành thạo của những phân biệt khái niệm có liên quan (ví dụ tự hào khác biệt với hạnh phúc và niềm vui) thông qua sự tương tác dựa trên ngôn ngữ với người khác. Một số nhà tâm lý học xã hội xác định biểu hiện không bằng lời của niềm tự hào như là một phương tiện gửi tín hiệu chức năng, tự động nhận thức về phân cấp xã hội cao. Ngược lại, tự hào cũng có thể được định nghĩa là một sự bất đồng với sự thật ở mức thấp. Một định nghĩa về tự hào theo nghĩa cũ bắt nguồn từ Augustinô: "Yêu thích sự tài giỏi của mình". Một định nghĩa tương tự của Meher Baba: "Tự hào là cảm giác đặc biệt, qua đó cái tôi phát triển."

## Sách tham khảo
- Cairns, Douglas L (1996). “Hybris, Dishonour, and Thinking Big”. Journal of Hellenic Studies. 116: 1–32. doi:10.2307/631953.
- Fisher, Nick (1992). Hybris: a study in the values of honour and shame in Ancient Greece. Warminster, UK: Aris & Phillips. A book-length discussion of the meaning and implications of hybristic behavior in ancient Greece.
- MacDowell, Douglas (1976). “Hybris in Athens”. Greece and Rome. 23: 14–31. doi:10.1017/s0017383500018210.
- Owen, David (2007) The Hubris Syndrome: Bush, Blair and the Intoxication of Power Politico's, Methuen Publishing Ltd.